# Cratyna spiculosa
Cratyna spiculosa är en tvåvingeart som först beskrevs av Hans-Georg Rudzinski 1993.  Cratyna spiculosa ingår i släktet Cratyna och familjen sorgmyggor.
Artens utbredningsområde är Tyskland. Arten är reproducerande i Sverige. Inga underarter finns listade i Catalogue of Life.